# I Need You Now
I Need You Now  — singel szwedzkiej piosenkarki Agnes, umieszczony na jej trzecim albumie Dance Love Pop. Tekst został napisany przez Andersa Hanssona i Sharon Vaughn.

## Informacje o singlu
Piosenkę po raz pierwszy można było usłyszeć na albumie Dance Love Pop jako utwór o wolnym tempie. Jednak utwór został ponownie nagrany w tempie szybszym i wydany jako singel. W Wielkiej Brytanii i Australii wydano utwór jako drugi singel, w Szwecji jako czwarty, a w Holandii i Polsce jako trzeci.

## Format wydania
Singel CD/Digital download 
(Wydany 16 października 2009)
1. "I Need You Now" [UK Radio Edit] — 3:07
2. "I Need You Now" [Extended Mix] — 4:34
3. "I Need You Now" [UK Album Edit] — 3:00
4. "I Need You Now" [Cahill Club Mix] — 6:20
5. "I Need You Now" [teledysk] — 3:00

Digital download 
(Wydany 15 listopada 2009)
1. "I Need You Now" [UK Radio Edit) — 3:07
2. "I Need You Now" [Extended Mix] — 4:35
3. "I Need You Now" [Cahill Radio Edit] — 3:13
4. "I Need You Now" [Cahill Club Mix] — 6.20
5. "I Need You Now" [Grant Nelson Mix] — 7:30
6. "I Need You Now" [Ali Payami Mix] — 5:54
7. "I Need You Now" [UK Edit] — 3:00

Singel CD 
(Wydany 16 listopada 2009)
1. "I Need You Now" [UK Radio Edit] — 3:07
2. "I Need You Now" [Cahill Radio Edit] — 3:15

12" Maxi-single 
(Wydany 26 listopada 2009)
1. "I Need You Now" [Grant Nelson Mix] — 8:00
2. "I Need You Now" [Grant Nelson Dub Mix] — 7:30
3. "I Need You Now" [Cahill Mix] — 6:00
4. "I Need You Now" [Ali Payami Mix] — 6:00

Digital download 
(Wydany 23 listopada 2009)
1. "I Need You Now" [Radio Edit] — 3:45

Digital download 
(Wydany 25 grudnia 2009)
1. "I Need You Now" [Cahill Radio Edit] — 3:15

Digital download – remix 
(Wydany 12 lutego 2010)
1. "I Need You Now" [Cahill Extended Mix] — 6.20
2. "I Need You Now" [Ali Payami Mix] — 5:54
3. "I Need You Now" [Ali Payami 909 Mix] —
4. "I Need You Now" [Alex K Mix] —
5. "I Need You Now" [Grant Nelson Mix] — 8:00
6. "I Need You Now" [Jens Kindervater Mix] — 5:19
7. "I Need You Now" [Wersja albumowa] — 3:07
8. "I Need You Now" [Extended Mix] — 4:35

Singel CD 
(Wydany 2010)
1. "I Need You Now"  [UK Radio Edit]  — 3:07
2. "I Need You Now"  [Extended Mix]  — 4:35
3. "I Need You Now"  [Grant Nelson Mix] — 8:00
4. "I Need You Now"  [Cahill Club Mix]  — 6.20
5. "I Need You Now"  [Ali Payami Mix]  — 5:54
6. "I Need You Now"  [Jens Kindervater Mix] — 5:19
7. "On and On" [Radio Edit] — 3:51
8. "On and On" [Extended Version] — 5:47
9. "On and On" [Alex Colle Radio Edit Remix] —
10. "On and On" [Alex Colle Remix] —

Digital download 
(Wydany 19 kwietnia 2010)
1. "I Need You Now"  [Radio Edit]  — 3:47
2. "I Need You Now"  [Nilz Van Zandt Radio Edit]  — 3:44
3. "I Need You Now"  [Robert Abigail Radio Edit] — 3:34
4. "I Need You Now"  [Deve, Amp & Matizz Radio Edit]  — 3:35
5. "I Need You Now"  [Denys Victoriano Radio Edit]  — 3:52
6. "I Need You Now"  [Extended Mix] — 4:35
7. "I Need You Now"  [Nilz Van Zandt Extended Mix]  — 4:28
8. "I Need You Now"  [Robert Abigail Extended Mix] — 6:03
9. "I Need You Now"  [Deve, Amp & Matizz Extended Mix]  — 5:53
10. "I Need You Now"  [Denys Victoriano Extended Mix]  — 6:34

Digital Download - The Definitive Remixes Collection
(Wydany 7 maja 2010)
1. "I Need You Now"  [Cahill Radio Edit]  — 3:15
2. "I Need You Now"  [UK Mix]  — 3:48
3. "I Need You Now"  [Cahill Extended Mix] — 6:22
4. "I Need You Now"  [Grant Nelson Mix] — 7:32
5. "I Need You Now"  [Grant Nelson Radio Edit]  — 2:57
6. "I Need You Now"  [Grant Nelson Dub Mix]  — 7:16
7. "I Need You Now"  [Alex K Mix] — 6:42
8. "I Need You Now"  [Ali Payami 909 Mix  — 6:19
9. "I Need You Now"  [Ali Payami Mix]  — 5:56
10. "I Need You Now"  [Jens Kindervater Mix]  — 5:19
11. "I Need You Now"  [Jens Kindervater Radio Edit]  — 3:40
12. "I Need You Now"  [Radio Edit]  — 3:45

12" Vinyl 
(Wydany 7 maja 2010)

Strona 1
1. "I Need You Now"  [Grant Nelson Mix] — 8:00
2. "I Need You Now"  [Cahill Club Mix]  — 6.20

Strona 2
1. "On & On" [Alex Colle Remix] —
2. "I Need You Now"  [Ali Payami 909 Mix]  — 6:19

## Historia wydania
| Kraj            | Data                 | Format                      |
| --------------- | -------------------- | --------------------------- |
| Holandia        | 9 października 2009  | Digital download            |
| Holandia        | 16 października 2009 | Singel CD                   |
| Szwecja         | 6 listopada 2009     | Radio Singel                |
| Szwecja         | 23 listopada 2009    | Digital download            |
| Wielka Brytania | 11 września 2009     | Radio Singel                |
| Wielka Brytania | 15 listopada 2009    | Digital download            |
| Wielka Brytania | 16 listopada 2009    | Singel CD                   |
| Wielka Brytania | 26 listopada 2009    | 12" Maxi                    |
| Dania           | 25 grudnia 2009      | Digital download            |
| Australia       | 25 grudnia 2009      | Digital download            |
| Australia       | 2010                 | Singel CD                   |
| Włochy          | 2010                 | Digital download, Singel CD |
| Włochy          | 7 maja 2010          | 12" Vinyl                   |
| Włochy          | 7 maja 2010          | Remix Collection            |
| Norwegia        | 12 lutego 2010       | Digital download            |
| Belgia          | 19 kwietnia 2010     | Digital download            |

## Pozycje na listach
| Lista                              | Najwyższa pozycja |
| ---------------------------------- | ----------------- |
| Estońska lista                     | 4                 |
| Belgia (Ultratop Flandria)         | 24                |
| Belgia {Ultratop Walonia)          | 7                 |
| Słowacja (IFPI)                    | 15                |
| Szwecja (Sverigetopplistan)        | 8                 |
| Wielka Brytania (UK Singles Chart) | 40                |